# Anel Hadžić
Anel Hadžić (Velika Kladuša, 16 augustus 1989) is een Bosnisch voormalig voetballer die doorgaans speelde als middenvelder. Tussen 2007 en 2022 was hij actief voor FC Wels, SV Ried, Sturm Graz, Eskişehirspor, Fehérvár, Wacker Innsbruck en opnieuw FC Wels. Hadžić maakte in 2014 zijn debuut in het Bosnisch voetbalelftal en kwam uiteindelijk tot veertien interlandoptredens.

## Clubcarrière
Hadžić werd geboren in het voormalig Joegoslavië, maar al op jonge leeftijd verhuisde zijn gezin naar Oostenrijk. Aldaar speelde hij in de jeugd bij FC Andorf, alvorens hij bij FC Wels doorbrak in de Regionalliga. Na slechts vijf wedstrijden, werd hij opgemerkt door scouts van SV Ried, waardoor die club hem overnam. Tussen 2007 en 2013 was hij zes seizoenen lang actief voor Ried en hij kwam tot achttien doelpunten. In 2012 was nog even sprake van interesse van Middlesbrough in zijn diensten, maar tot een overgang kwam het niet. Uiteindelijk verkaste hij toch nog; op 21 mei 2013 ondertekende de Bosniër een tweejarige verbintenis bij Sturm Graz. Na tweeënhalf jaar maakte hij de overstap naar het Turkse Eskişehirspor, wat circa driehonderdduizend euro voor zijn diensten moest overmaken. Een half jaar later mocht Hadžić transfervrij vertrekken, waarop hij zijn handtekening zette onder een tweejarige verbintenis bij Fehérvár. In 2018 verlengde hij zijn contract tot medio 2020. Na afloop van dit contract verliet hij de club. Na een half jaartje bij Wacker Innsbruck keerde Hadžić medio 2021 terug bij FC Wels. In januari 2022 besloot de Bosniër op tweeëndertigjarige leeftijd een punt te zetten achter zijn actieve loopbaan.

## Clubstatistieken
| Seizoen | Club             | Competitie        | Competitie | Competitie | Beker | Beker | Internationaal | Internationaal | Totaal | Totaal |
| Seizoen | Club             | Competitie        | Wed.       | Dlp.       | Wed.  | Dlp.  | Wed.           | Dlp.           | Wed.   | Dlp.   |
| ------- | ---------------- | ----------------- | ---------- | ---------- | ----- | ----- | -------------- | -------------- | ------ | ------ |
| 2007/08 | FC Wels          | Regionalliga      | 5          | 2          | 0     | 0     | —              | —              | 5      | 2      |
| 2007/08 | SV Ried          | Bundesliga        | 14         | 0          | 0     | 0     | 0              | 0              | 36     | 4      |
| 2008/09 | SV Ried          | Bundesliga        | 20         | 0          | 3     | 0     | —              | —              | 23     | 0      |
| 2009/10 | SV Ried          | Bundesliga        | 31         | 1          | 3     | 0     | —              | —              | 34     | 1      |
| 2010/11 | SV Ried          | Bundesliga        | 33         | 5          | 4     | 2     | —              | —              | 37     | 7      |
| 2011/12 | SV Ried          | Bundesliga        | 33         | 7          | 5     | 1     | 4              | 1              | 42     | 9      |
| 2012/13 | SV Ried          | Bundesliga        | 30         | 6          | 4     | 1     | 4              | 2              | 38     | 9      |
| 2013/14 | Sturm Graz       | Bundesliga        | 29         | 2          | 5     | 2     | 2              | 0              | 36     | 4      |
| 2014/15 | Sturm Graz       | Bundesliga        | 32         | 1          | 2     | 0     | —              | —              | 34     | 1      |
| 2015/16 | Sturm Graz       | Bundesliga        | 15         | 2          | 1     | 0     | 1              | 0              | 17     | 2      |
| 2015/16 | Eskişehirspor    | Süper Lig         | 15         | 2          | 1     | 0     | —              | —              | 16     | 2      |
| 2016/17 | Fehérvár         | Nemzeti Bajnokság | 20         | 4          | 0     | 0     | —              | —              | 20     | 4      |
| 2017/18 | Fehérvár         | Nemzeti Bajnokság | 28         | 5          | 0     | 0     | 7              | 0              | 35     | 5      |
| 2018/19 | Fehérvár         | Nemzeti Bajnokság | 27         | 2          | 5     | 2     | 13             | 1              | 45     | 5      |
| 2019/20 | Fehérvár         | Nemzeti Bajnokság | 10         | 0          | 0     | 0     | 3              | 0              | 13     | 0      |
| 2020/21 | Wacker Innsbruck | 2. Liga           | 10         | 0          | 0     | 0     | —              | —              | 10     | 0      |
| 2021/22 | FC Wels          | Regionalliga      | 15         | 0          | 0     | 0     | —              | —              | 15     | 0      |
| Totaal  | Totaal           | Totaal            | 362        | 37         | 33    | 8     | 34             | 4              | 429    | 49     |

## Interlandcarrière
Hadžić debuteerde in het Bosnisch voetbalelftal op 5 maart 2014. Op die dag werd een vriendschappelijke wedstrijd tegen Egypte met 2–0 verloren. De Bosniër begon op de bank en kwam in de rust als invaller voor Mensur Mujdža het veld in.
| Interlands van Anel Hadžić voor Bosnië en Herzegovina | Interlands van Anel Hadžić voor Bosnië en Herzegovina | Interlands van Anel Hadžić voor Bosnië en Herzegovina | Interlands van Anel Hadžić voor Bosnië en Herzegovina | Interlands van Anel Hadžić voor Bosnië en Herzegovina | Interlands van Anel Hadžić voor Bosnië en Herzegovina | Interlands van Anel Hadžić voor Bosnië en Herzegovina |
| №                                                     | Datum                                                 | Wedstrijd                                             | Uitslag                                               | Competitie                                            | Goals                                                 |                                                       |
| Als speler bij Sturm Graz                             | Als speler bij Sturm Graz                             | Als speler bij Sturm Graz                             | Als speler bij Sturm Graz                             | Als speler bij Sturm Graz                             | Als speler bij Sturm Graz                             | Als speler bij Sturm Graz                             |
| ----------------------------------------------------- | ----------------------------------------------------- | ----------------------------------------------------- | ----------------------------------------------------- | ----------------------------------------------------- | ----------------------------------------------------- | ----------------------------------------------------- |
| 1                                                     | 5 maart 2014                                          | Egypte – Bosnië en Herzegovina                        | 2 – 0                                                 | Vriendschappelijk                                     |                                                       |                                                       |
| 2                                                     | 30 mei 2014                                           | Ivoorkust – Bosnië en Herzegovina                     | 1 – 2                                                 | Vriendschappelijk                                     |                                                       |                                                       |
| 3                                                     | 25 juni 2014                                          | Iran – Bosnië en Herzegovina                          | 1 – 3                                                 | WK 2014                                               |                                                       |                                                       |
| 4                                                     | 10 oktober 2014                                       | Wales – Bosnië en Herzegovina                         | 0 – 0                                                 | EK 2016 kwalificatie                                  |                                                       |                                                       |
| 5                                                     | 13 oktober 2014                                       | Bosnië en Herzegovina – België                        | 1 – 1                                                 | EK 2016 kwalificatie                                  |                                                       |                                                       |
| 6                                                     | 16 november 2014                                      | Israël – Bosnië en Herzegovina                        | 3 – 0                                                 | EK 2016 kwalificatie                                  |                                                       |                                                       |
| 7                                                     | 31 maart 2015                                         | Oostenrijk – Bosnië en Herzegovina                    | 1 – 1                                                 | Vriendschappelijk                                     |                                                       |                                                       |
| 8                                                     | 12 juni 2015                                          | Bosnië en Herzegovina – Israël                        | 3 – 1                                                 | EK 2016 kwalificatie                                  |                                                       |                                                       |
| 9                                                     | 6 september 2015                                      | Bosnië en Herzegovina – Andorra                       | 3 – 0                                                 | EK 2016 kwalificatie                                  |                                                       |                                                       |
| 10                                                    | 10 oktober 2015                                       | Bosnië en Herzegovina – Wales                         | 2 – 0                                                 | EK 2016 kwalificatie                                  |                                                       |                                                       |
| Als speler bij Eskişehirspor                          |                                                       |                                                       |                                                       |                                                       |                                                       |                                                       |
| 11                                                    | 29 maart 2016                                         | Zwitserland – Bosnië en Herzegovina                   | 0 – 2                                                 | Vriendschappelijk                                     |                                                       |                                                       |
| 12                                                    | 29 mei 2016                                           | Bosnië en Herzegovina – Spanje                        | 1 – 3                                                 | Vriendschappelijk                                     |                                                       |                                                       |
| 13                                                    | 3 juni 2016                                           | Bosnië en Herzegovina – Denemarken                    | 2 – 2                                                 | Vriendschappelijk                                     |                                                       |                                                       |
| Als speler bij Fehérvár                               |                                                       |                                                       |                                                       |                                                       |                                                       |                                                       |
| 14                                                    | 3 september 2017                                      | Gibraltar – Bosnië en Herzegovina                     | 0 – 4                                                 | WK 2018 kwalificatie                                  |                                                       |                                                       |